# 革命指導評議会
イラク革命指導評議会（مجلس قيادة الثورة العراقي　英語: Iraq Revolutionary Command Council, "RCC"）は、イラク共和国にかつて存在した国家機関である。

## 概要
1968年7月のバアス党政権誕生から、2003年4月にサッダーム・フセイン政権が崩壊するまでは国権の最高機関であり、立法・行政・司法において国家の最高決定機関であった。。
RCC評議員はイラク国民議会及クルド立法評議会（政権が任命）から選出され、またRCC議長及び副議長はRCCメンバー内の互選により決定されていた。
旧政権崩壊後、連合国暫定当局により解体された。

## 2003年4月9日までのメンバー
- サッダーム・フセイン（議長兼大統領）
- イッザト・イブラーヒーム（副議長）
- ターハー・ヤースィーン・ラマダーン（副大統領）
- クサイ・サッダーム・フセイン（バアス党軍事局副議長）
- ターリク・ミハイル・アズィーズ（副首相）
- アリー・ハサン・アル＝マジード
- ムハンマド・ズィマーム・アッ＝サアドゥーン（バアス党タミーン県支部書記）
- アブドゥル＝バーキー・アッ＝サアドゥーン（バアス党ディヤーラー県支部書記）
- ラシード・タアーン・カーズィム（バアス党アンバール県支部書記）
- ファーディル・マフムード・ガリーブ（バアス党バービル県支部書記）
- ムフスィン・ハドル・アル＝ハッファージー（バアス党カーディスィーヤ県支部書記）
- ヤヒヤー・アブドゥッラー・アル＝ウバイディー（バアス党バスラ県支部書記）
- ウグラ・アービド・サキル・アッ＝クバイスィー（バアス党マイサーン県支部書記）
- アズィーズ・サーリフ・アッ＝ヌウマーン（党バグダード県西部地区書記）
- サミール・アブドゥルアズィーズ・アッ＝ナージム（バアス党バグダード県ルサーファ地区支部書記）
- ミズバーン・ハドル・ハーディー（バアス党中部支局書記兼ユーフラテス地域支局書記）
- ラティーフ・ジャースィム・アッ＝ドゥライミー（バアス党軍事局副議長）
- フダー・サーリフ・マフディー・アンマーシュ（バアス党貿易局書記兼党学生青年局書記）
- アズィーズ・アブドゥッラー